# On n'enferme pas les oiseaux
On n'enferme pas les oiseaux (Frans voor 'Wij sluiten de vogels niet op') is het debuutalbum van de Franse zangeres Barbara Pravi. Het platenlabel Capitol Music Group bracht het op 27 augustus 2021 uit op cd en als digitale download, en op 8 oktober 2021 op vinyl. De titel verklaarde de zangeres als "omdat niets zo majestueus is als het spreiden van je eigen vleugels".
Na het uitbrengen van een aantal singles en een extended play begon Pravi zich meer te interesseren in de France chanson. Dit resulteerde in het lied 'Voilà', waarmee ze gekozen werd om Frankrijk te vertegenwoordigen op het Eurovisiesongfestival 2021 in Rotterdam. Ze eindigde op de tweede plaats, scoorde 499 punten en behaalde daarmee het beste Eurovisie-resultaat van Frankrijk sinds 1991.
Pravi componeerde en produceerde het album met Elodie Filleu en Jérémie Arcache, en ze schreef het met Igit, Lilie Poe, Vincha en Arcache.
Naast de muziekvideo van 'Voilà' werden er ook clips gemaakt bij de nummers 'Le Jour Se Lève' en 'L'Homme et L'Oiseau'. De vierde en laatste single van het album werd 'Saute', die op dezelfde dag als het album verscheen.
On n'enferme pas les oiseaux behaalde in diverse landen de albumlijsten:
- Frankrijk noteerde het 24 weken met hoogste plaats 6;
- Zwitserland noteerde het twee weken met hoogste plaats 32;
- Nederland noteerde het twee weken met hoogste plaats 35;
- België kende twee noteringen; Vlaanderen (twee weken, hoogste plaats 52) en Wallonië (15 weken, hoogste plaats 8).

## Tracklist
1. Voilà
2. Le jour se lève
3. Interlude
4. L'homme et l'oiseau
5. Saute
6. Je l'aime, je l'aime, je l'aime
7. La vague
8. La femme
9. Mes maladroits
10. La ritournelle (de la vieille qui oublie)
11. Prière pour rester belle